# Limite d'Eddington
Pour les articles homonymes, voir Luminosité (homonymie).

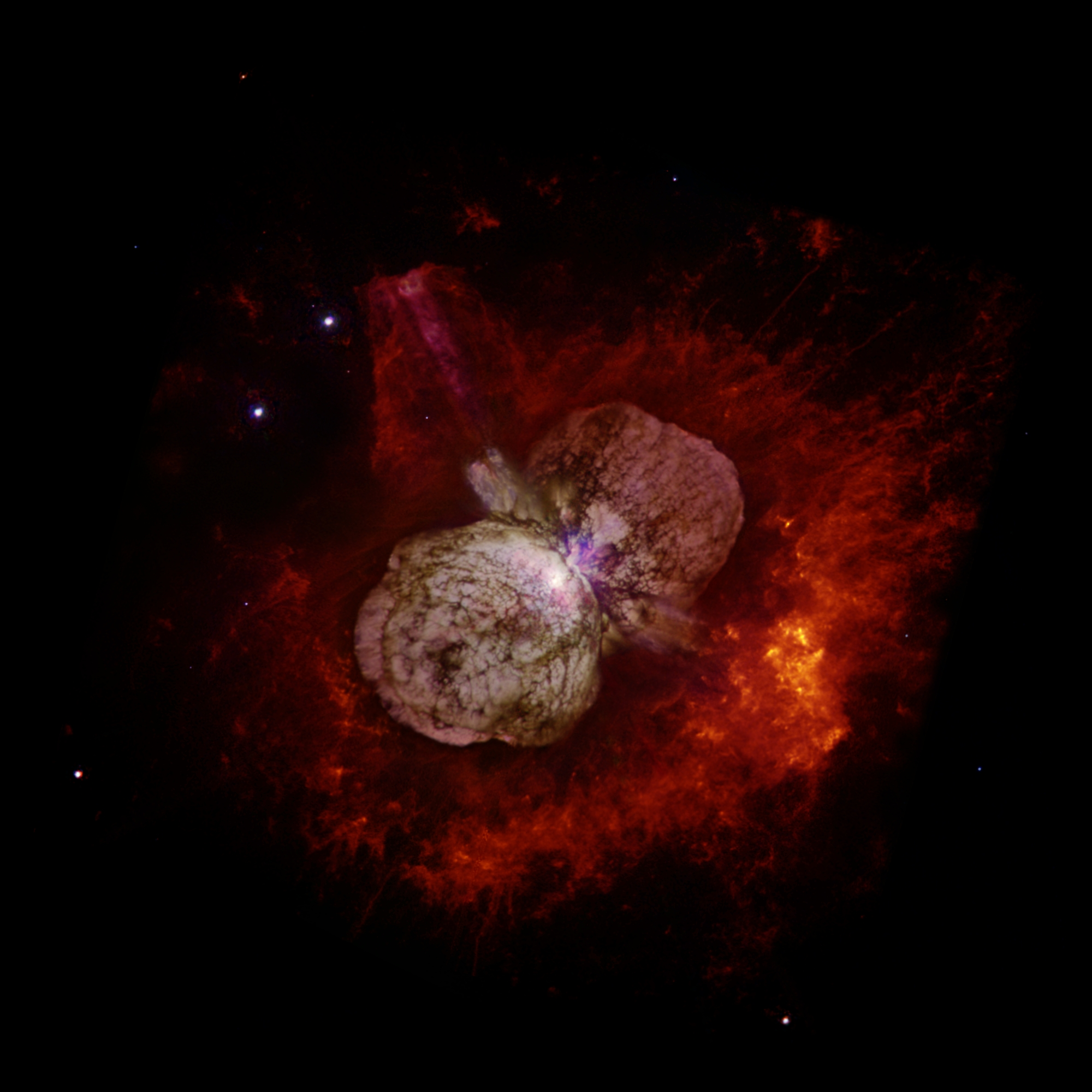
La nébuleuse engendrée par l'explosion de l'étoile η Carinae est peut-être le résultat d'un dépassement de la limite d'Eddington.

La limite d'Eddington, ou luminosité d'Eddington, est une valeur de luminosité qu'un objet céleste (par exemple une étoile) ne peut dépasser : au-delà, la pression de radiation prend le pas sur la gravité et des constituants de l'objet sont éjectés.
La masse d'une étoile pouvant être reliée à sa luminosité au travers du diagramme de Hertzsprung-Russell, la limite d'Eddington est équivalente à une limite sur la masse d'une étoile. Cette quantité porte le nom de l'astrophysicien britannique Arthur Eddington, qui est à l'origine de ce concept.
En toute rigueur, c'est une limite théorique, fondée sur des approximations : on la calcule pour une étoile en équilibre hydrostatique et à symétrie sphérique. Afin de prendre en compte les cas réels, notamment l'influence de la température, on utilise la limite de Humphreys-Davidson, qui en est une extension.

## Histoire
L'éponyme, de la limite d'Eddington est l'astrophysicien britannique Arthur Eddington (1882-1944), qui l'a établie pour la première fois en 1921, dans le cas d'une étoile à symétrie sphérique en équilibre hydrostatique.

## Manifestations
Pour l'immense majorité des étoiles, la pression de radiation exercée sur les particules, qui dépend de leur surface, est largement dominée par la gravitation, qui dépend de leur masse. Les forces répulsives qui empêchent l'effondrement gravitationnel de l'étoile sont donc d'ordre thermodynamique et les étoiles sont en équilibre hydrostatique. 
En revanche, les étoiles les plus massives ou en rotation rapide peuvent atteindre la limite d'Eddington. Si jamais une partie de l'enveloppe de l'étoile atteint cette limite, elle n'est plus liée à l'étoile. Cette dernière subit donc une certaine perte de masse. Ces étoiles sont en partie regroupées sous le terme générique Luminous Blue Variable (variable lumineuse bleue), ou  LBV, qui sont considérées instables.
La deuxième plus massive étoile connue, LBV 1806-20 (dépassée seulement par R136a1) appartient à ce groupe. Elle n'a pas encore atteint la limite d'Eddington. On pense que l'étoile LBV η Carinae est l'exemple-type de ce qui se passe lors du dépassement de la limite d'Eddington.

## Expression
On considère que l'étoile est un corps à symétrie sphérique, uniforme et isotrope, maintenu à l'équilibre. Le gradient de pression au sein de l'étoile est supposé suivre l'équilibre hydrostatique. On a ainsi :
avec Ph la pression hydrostatique, r la distance au centre de l'étoile, ρ la masse volumique du gaz constituant l'étoile, supposée uniforme, G la constante de gravitation.
La pression de radiation, qui s'exerce en sens opposé, a pour expression :
avec Pr la pression de radiation, σT la section efficace de la diffusion Thomson pour l'électron, L la luminosité de l'étoile et mp la masse du proton. Ces deux pressions se compensent exactement, par définition, lorsque la luminosité de l'étoile atteint la limite d'Eddington : 
La valeur exacte de cette limite dépend de la composition chimique de l'étoile, de ses variations et de la distribution de matière. On peut toutefois donner une formule approximative par rapport au Soleil, en notant M la masse de l'étoile considérée :
avec les notations usuelles pour la masse et la luminosité solaire.